# Estación de Wohlen
La estación de Wohlen es una estación ferroviaria de la comuna suiza de Wohlen, en el Cantón de Argovia.

## Historia y situación

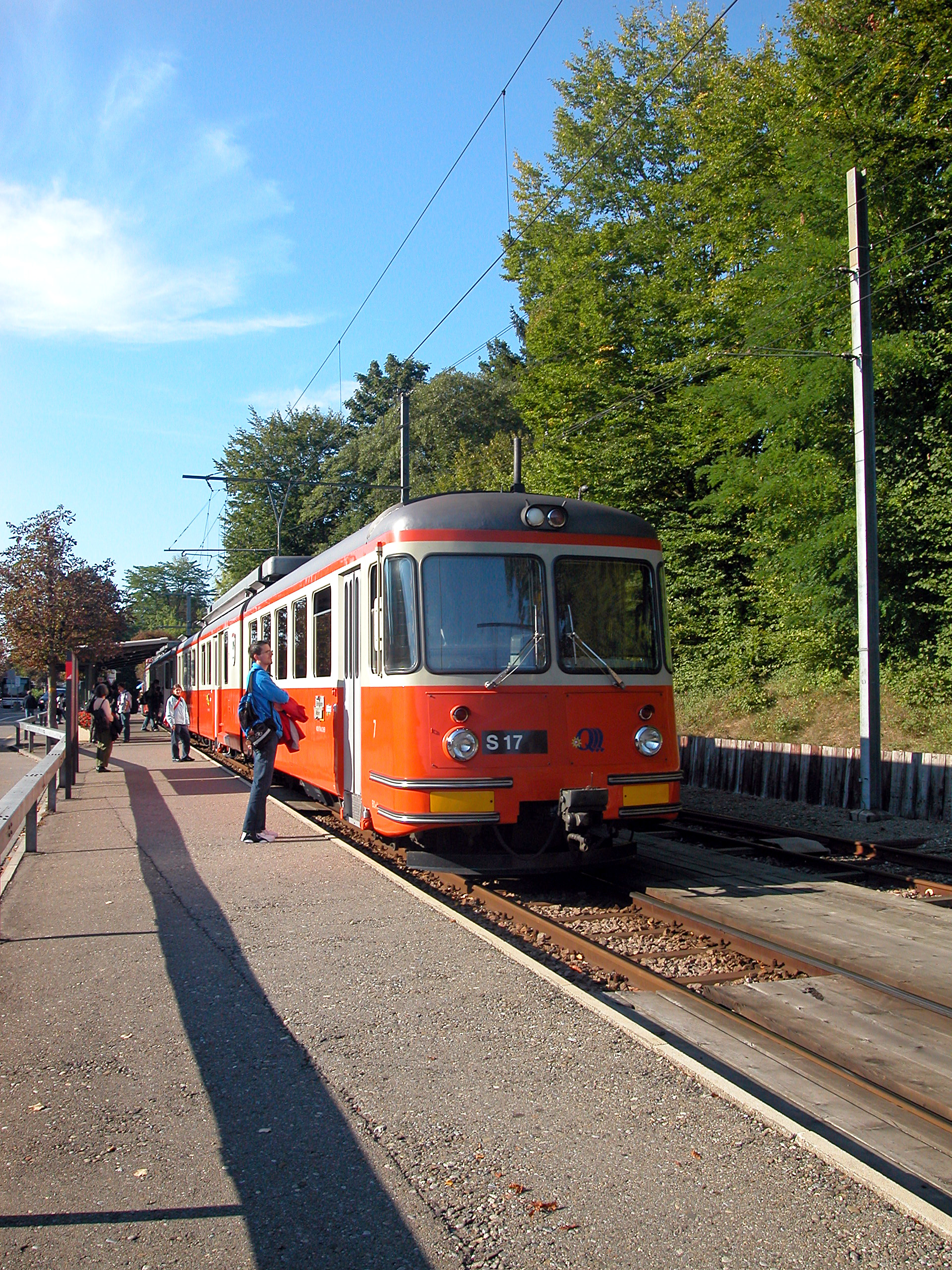
Estación del Bramgarten-Dietikon-Bahn en Wohlen

La estación de Wohlen fue inaugurada en el año 1874 con la puesta en servicio del tramo Rupperswil - Wohlen del Aargauische Südbahn Ruppeswil - Immensee por parte del NOB en colaboración con el Schweizerische Centralbahn (SCB). En 1875 se abrió el tramo Wohlen - Muri. En 1902 ambas compañías pasarían a ser absorbidas por SBB-CFF-FFS.
Se encuentra ubicada en el borde suroeste del núcleo urbano de Wohlen. Cuenta con dos andenes, uno central y otro lateral a los que acceden tres vías pasantes, a las que hay que sumar otras tres vías pasantes, un par de vías toperas y una derivación a industrias. En la plaza de la estación se encuentra la estación de Bremgarten-Dietikon-Bahn (BD), un ferrocarril de vía métrica que une Wohlen con Dietikon y por el que circulan los trenes de la línea S 17  de S-Bahn Zúrich. Entre Wohlen y Bremgarten West la línea cuenta con triple carril, puesto que circulan trenes de mercancías de ancho estándar hasta dicha estación. La estación de Wohlen del BD cuenta con dos andenes, uno central y otro lateral a los que acceden dos vías toperas.
En términos ferroviarios, la estación se sitúa en la línea Rupperswil - Immensee, también conocida como el Aargauische Südbahn. Sus dependencias ferroviarias colaterales son la estación de Dottikon-Dintikon hacia Rupperswil y la estación de Boswil-Bünzen en dirección a Immensee.

## Servicios ferroviarios
Los servicios ferroviarios de esta estación están prestados por SBB-CFF-FFS:

### S-Bahn Argovia
En la estación efectúan parada trenes de una línea de la red S-Bahn Argovia:
- S 26 Aarau/Lenzburg – Wohlen – Muri – Rotkreuz

### S-Bahn Zúrich
Por el Bremgarten-Dietikon-Bahn circulan los trenes de vía métrica de la línea S 17  incluida dentro de la red S-Bahn Zúrich:
- S 17 Dietikon – Bremgarten – Wohlen .Operado por BD.
- S 42 (Zúrich HB – Dietikon – Wohlen – Muri)